# Doki-Doki
Doki-Doki es una colección de manga creada en abril de 2006 por la editorial de cómics Bamboo Édition. Doki-Doki es la onomatopeya utilizada en japonés para expresar el corazón acelerado, término que corresponde a los favoritos publicados por la editorial.

## Historia
Bamboo Édition creó la colección Doki-Doki en 2006, que está confiada a la dirección de Arnaud Plumeri, en Bamboo desde 2003, y Sylvain Chollet .
A lo largo de los años, la línea editorial de la colección se ha orientado por un lado hacia la fantasía y la ciencia ficción, y por otro lado hacia la acción. Doki-Doki es también uno de los primeros editores de manga franceses en publicar manga culinario. En 2016, Sylvain Chollet dejó Doki-Doki, dejando a Arnaud Plumeri solo en la dirección.